# Abu Sa’id Mirza

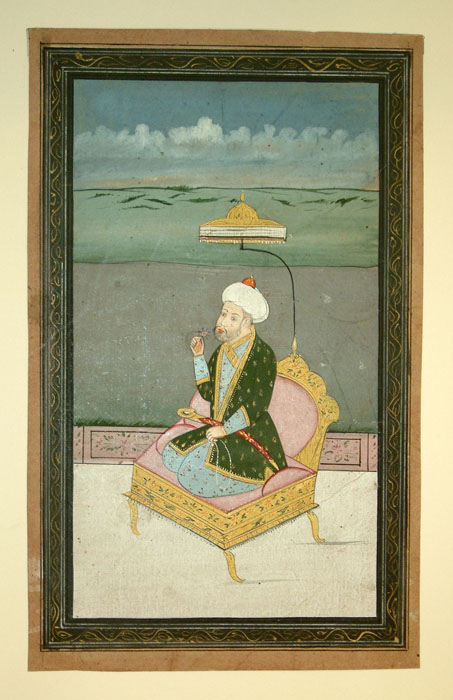
Miniatura z przedstawieniem Abu Sa’ida z okresu mogolskiego. The Five Colleges and Historic Deerfield Museum Consortium.

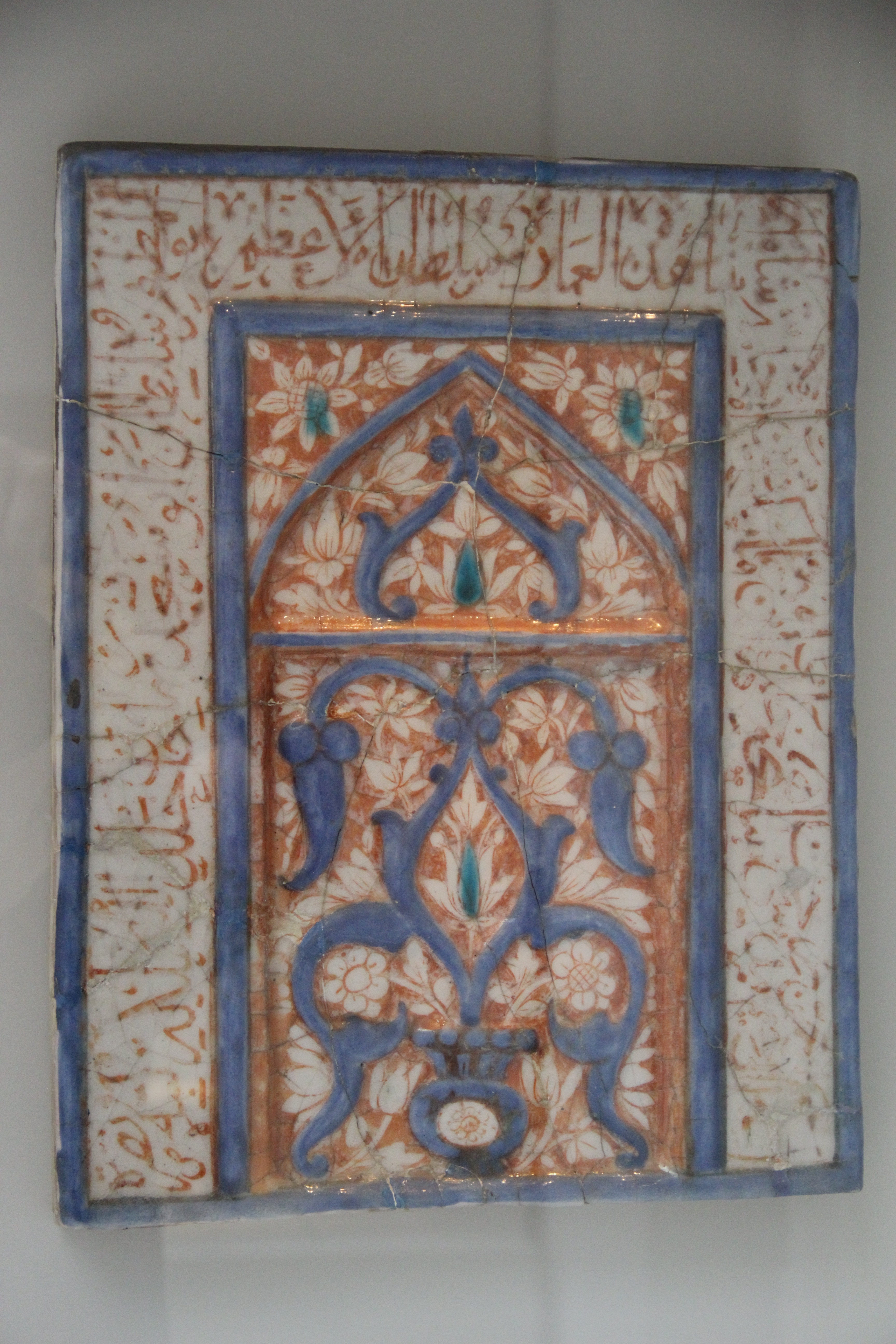
Reliefowa dekoracja z fryty kwarcowej z inskrypcją wymieniająca Abu Sa’ida jako patrona budowy. Budynek z którego pochodziła ta płyta nie jest znany. Museum für Islamische Kunst w Berlinie.

Abu Sa’id Mirza, pers. ابو سعید میرزا (ur. 1424, zm. 5 lutego 1469) – sułtan z dynastii Timurydów, panujący w latach 1451–1469, początkowo w Mawarannahrze, a od roku 1458 także w Chorasanie.

## Życiorys
Miał być synem niejakiego Muhammada i wnukiem Miranszaha (1405-1408). Jego ojciec nie jest wymieniany w żadnych współczesnych mu źródłach, stąd już Bartold kwestionował autentyczność timurydzkiego pochodzenia Abu Sa’ida. Niemniej „Mu’izz al-ansab, najpełniejszy manuskrypt mogący być oryginalnym timurydzkim dokumentem dworskim używanym w celu zapisywania timurydzkiej genealogii zawiera imiona Abu Sa’ida i jego ojca”. Niewiele wiadomo o wczesnym życiu Abu Sa’ida. Pojawia on się w kronice Abd-ar-Razzagha Samarkandiego jako dworski towarzysz Uług Bega (1409-1449). Prawdopodobnie Abu Sa’id będąc w służbie Uług Bega stacjonował gdzieś w pobliżu północnej granicy jego domeny. Większość pierwszych zwolenników Abu Sa’ida wywodziła się z koczowniczego klanu Arghun i jego członków miał on następnie faworyzować przez całe swoje panowanie. Wykorzystując walkę pomiędzy Uług Begiem a jego synem Abd al-Latifem (1449-1450) w roku 1449 Abu Sa’id zaatakował Samarkandę, jednak musiał odstąpić od miasta, gdy Uług Beg przybył mu z odsieczą. Abu Sa’id pozostawał w opozycji w trakcie krótkiego panowania Abd al-Latifa i starał się wykorzystać dla swoich celów także niezadowolenie jakie szybko wzbudziły rządy jego następcy, Abdallaha (1450-1451). Abu Sa’id organizował swoje siły w rejonie Buchary, gdzie m.in. udało mu się przeciągnąć na swoją stronę niektóre plemiona Turkmenów. W maju 1450 roku został pokonany przez Abdallaha, niemniej jakiś czas później udało mu się zająć Jasy (dzis. Turkiestan) i zdobyć poparcie chana Uzbeków Abu al-Chajra (1428-1468). 22 czerwca 1451 roku połączone siły Abu Sa’ida i Uzbeków odniosły w pobliżu Samarkandy łatwe zwycięstwo nad armią Abdallaha, który został wzięty do niewoli i stracony na rozkaz swojego kuzyna.
W wyniku tej bitwy Abu Sa’id zdobył Samarkandę, przy czym zadbał o to by dostać się do miasta przed Uzbekami i zamknąć przed nimi bramy. Jego sojusznicy zostali wynagrodzeni drogimi prezentami, zaś Rabi'a Sultan Begum, córka Uług Bega, została małżonką Abu al-Chajra. Na wiosnę 1454 roku Abu Sa’id przekroczył Dżejhun i zajął Balch. W odpowiedzi na ten atak rządzący w Chorasanie Babur (1447-1457) dokonał inwazji Mawarannahru i w październiku/listopadzie 1454 roku oblegał Samarkandę. Miasto ocalało tylko dzięki postawie szejcha tarikatu nakszbandijja Chodży Ahrara, który organizował obronę i miał powstrzymać Abu Sa’ida przed opuszczeniem swojej stolicy. Chodża Ahrar cieszył się w Samarkandzie niepodważalnym autorytetem i według Chondemira Abu Sa’id miał nie podejmować żadnych decyzji bez uprzednich z nim konsultacji. Ostatecznie Abu Sa’id i Babur zawarli pokój potwierdzający granicę na rzece Dżejhun i stosunki pomiędzy oboma władcami miały odtąd być serdeczne. Kiedy po śmierci Babura władcą w Chorasanie został Sultan Ibrahim (1457-1459) Abu Sa’id ponownie zaatakował i 19 lipca 1457 roku wkroczył do Heratu. Miejska cytadela pozostała jednak niezdobyta, a jej oblężenie zostało zapamiętane przede wszystkim z racji egzekucji jaka z rozkazu Abu Sa’ida została dokonana na Gouharszad, wdowie po Szahruchu (1405-1447), oskarżonej o kontakty z Sultanem Ibrahimem. 30 sierpnia 1457 roku Abu Sa’id wycofał się do Balchu. Tymczasem Sultan Ibrahim 13 grudnia 1457 roku został pokonany przez władcę Kara Kojunlu Dżahanszaha (1438-1467) w bitwie pod Astarabadem i wycofał się z powrotem do Heratu, by w obliczu nowego zagrożenia poszukiwać sojuszu z Abu Sa’idem. Dwaj Timurydzi zawarli obronny sojusz, co jednak nie zapobiegło zajęciu Heratu przez Dżahanszaha 28 czerwca 1458 roku. Wkrótce do tego ostatniego dotarły jednak wieści o buncie jego syna Husajna Alego w Azerbejdżanie i w obliczu armii Abu Sa’ida przywódca Kara Kojunlu zgodził się odstąpić Chorasan na jego rzecz. 22 grudnia 1458 roku Abu Sa’id zajął opuszczony przez Dżahanszaha Herat, a jego zdobycze zabezpieczyło zwycięstwo nad połączonymi siłami Sultana Ibrahima, jego ojca Ala ad-Dauli (1447-1448) i Sandżara, wnuka Umar Szajcha, odniesione w okolicy Sarachsu w kwietniu 1459 roku. Sandżar wpadł w ręce Abu Sa’ida i dokonano na nim egzekucji, zaś do końca 1460 roku zmarli lub zginęli jeszcze Sultan Ibrahim, syn Babura Szah Mahmud (1457) i Ala ad-Daula.
„Śmierć tak wielu rywalizujących ze sobą timurydzkich książąt wpłynęła na powrót stabilności w Chorasanie”. W roku 1460 Husajn Bajkara (1470-1506), któremu w międzyczasie udało się wyrwać Gorgan z rąk Kara Kojunlu, uznał zwierzchność Abu Sa’ida, który zajął graniczący z nim Mazandaran. Nieobecność Abu Sa’ida wykorzystał emir Chalil z Sistanu, który zaatakował Herat, został jednak odparty. Jesienią 1460 roku rebelia w Sistanie została stłumiona. W tym momencie Abu Sa’id był władcą Mawarannahru, Turkiestanu aż do Kaszgaru, Kabulistanu i Zabulistanu oraz Chorasanu i Mazandaranu. Jego władza nie była jednak szczególnie stabilna. Uzbecy corocznie najeżdżali Mawarannahr. W roku 1454/1455 Uwajs, wnuk Bajkary, podniósł bunt w Otrarze i z pomocą Abu al-Chajra zadał Abu Sa’idowi druzgocącą klęskę. W roku 1461 wybuchła rebelia Muhammada Dżukiego, syna Abd al-Latifa, który po spustoszeniu Mawarannahru zamknął się w Szahruchijji (dzis. Taszkent). Abu Sa’id oblegał ją przez dziesięć miesięcy (listopad 1462 – październik 1463). Wykorzystując kłopoty Abu Sa’ida w Mawarannahrze Husajn Bajkara w roku 1461 zajął Mazandaran i zaatakował Herat. Został jednak nie tylko odparty, ale także zmuszony do ucieczki do Chorezmu. Wykorzystując swoją bazę w tym regionie Husajn Bajkara w roku 1464 spustoszył Chorasan. Abu Sa’id był bardziej skuteczny w neutralizowaniu ataków swoich koczowniczych sąsiadów ze wschodu. Panując jeszcze tylko w Samarkandzie odparł dwa ataki chana Mogolistanu Esen Bughi (1429-1462). W roku 1456 zaczął wspierać przeciwko niemu jego starszego brata Junusa (1462-1487), który uzyskał od niego posiłki ponownie w roku 1464.
W roku 1467 władca Ak Kojunlu Uzun Hasan (1452-1478) pokonał i zabił Dżahanszaha, zaś jego głowę wysłał do Abu Sa’ida. W wyniku kolejnych zwycięstw Ak Kojunlu samo istnienie państwa Kara Kojunlu wydawało się zagrożone. Abu Sa’id postanowił wykorzystać tę okazję do odzyskania terenów zachodniego Iranu, które Timurydzi utracili po śmierci Szahrucha. Abu Sa’id pośpiesznie przygotował się do wyprawy i pod koniec lutego 1468 roku wyruszył w kierunku Azerbejdżanu, jedynie na czele swojej kawalerii, nie czekając na oddziały piechoty i tabor. Udało mu się zająć Fars i Irak Perski, zaś w Mijane przyłączyły się do niego oddziały Kara Kojunlu prowadzone przez synów Dżahanszaha, Jusufa i Hasana Alego (1467-1469). Tymczasem Uzun Hasan osadził na tronie Azerbejdżanu, jako pretendenta do władzy nad państwem Timurydów, Jadgara Muhammada (1470), syna Sultana Muhammada (1447-1452), którego niegdyś zabrał z Heratu Dżahanszah. Abu Sa’id zdecydował się zimować w Karabachu, polegając na wsparciu swojego sojusznika szyrwanszaha. Wkrótce jego sytuacja stała się krytyczna, ponieważ Uzun Hasan odciął go od wszelkiego zaopatrzenia napływającego ze wschodu. 18 stycznia 1469 roku Szyrwanszah porzucił Abu Sa’ida i jego całkowicie zdemoralizowana armia rozpoczęła marsz w kierunku Ardabilu, nękana ciągłymi atakami Ak Kojunlu. 30 stycznia Abu Sa’id został opuszczony przez swoich chorasańskich emirów i dostał się w ręce Uzun Hasana. Ten wydał go Jadgar Muhammadowi, który 5 lutego 1469 roku zabił go w zemście za egzekucję jego prababki, Gouharszad.
Zgodnie z Mu’izz al-ansab Abu Sa’id miał mieć podczas swojego życia trzydzieści pięć żon, które w sumie urodziły mu dwudziestu pięciu synów (czterech z nich zmarło w niemowlęctwie) i trzydzieści cztery córki. Jeszcze za swojego życia Abu Sa’id wydzielił swoim synom dzielnice w formie sojurghali. Najstarszemu Sultan Ahmadowi (1469-1494) nadał w ten sposób Mawarannahr w momencie, gdy w roku 1458 sam przeniósł się do Heratu, Mahmud Sultanowi (1469-1495) nadał Mazandaran, Umar Szajchowi (1469-1494) Kotlinę Fergańską, zaś Uług Begowi (1469 – 1501/1502) Kabul.